# Цкарозия, Акакий Торниекович
Акакий Торниекович Цкарозия (род. 2 августа 1988, Тбилиси) — российский, грузинский и украинский футболист.

## Биография
Родился в Тбилиси, однако в 2002 году родители перевезли сына в Санкт-Петербург. Там он занимался в спортшколе «Зенита», где считался одним из самых талантливых воспитанников по своему году. Начинал карьеру также в России. В 2006 году был на просмотре в подмосковном «Сатурне». В 2007 году провел два матча в Первом дивизионе за пятигорский «Машук-КМВ». Затем выступал за различные команды Сербии, Украины и Словакии. С 2013 года Цкарозия играл в Грузии. Свой первый сезон на родине провел в коллективе элитной Эровнули «ВИТ Джорджия». За него футболист провел 27 матчей. Впоследствии играл за грузинские клубы низших лиг.